# Jakub Baradai
Jakub Baradai (asi 490 / 500 Tella – 30. července / 31. července 578 Kasion) byl syrský mnich, misionář, a biskup (metropolita) v Edesse, přívrženec miafyzitismu (nepřesně ale běžně ztotožňován s monofyzitismem). Jeho přívrženci se nazývají jakobité. Orientálními církvemi je považován za svatého a jeho svátek připadá na 31. července nebo 28. listopadu.  
Jakub  měl blízko k císařovně Theodoře, přesto se za vlády císaře Justiniána I. nevyhnul pronásledování, ale nikdy nebyl dopaden. Přezdívku Baradaios si vysloužil proto, že žil jako žebravý mnich a nosil pouze otrhané hadry (slovo pochází z místního názvu pro hrubé hadry na koně). Dochovalo se několik syrských překladů jeho dopisů původně psaných v řečtině. Pravděpodobně neprávem mu je přiznáváno i autorství miafyzitského vyznání víry a eucharistické modlitby (anafory).

## Život
O Jakubově životě se dozvídáme ze dvou životopisů. Připisovány bývaly Janovi z Efezu a Kyriakovi z Amidy.
Baradai se narodil kolem roku 500 ve městě Tella (dnešní Viranşehir) do rodiny kněze Theofila bar-Manua.  Studoval v monastýru Pesilta na hoře Izlá nedaleko Nisibisu, kde se seznámil s řeckou a syrskou literaturou a s principy asketického života. V letech 527/528 odešel na pozvání císařovny Theodory do Konstantinopole. Císařovna, která sympatizovala s miafyzity, se s Baradaiem spřátelila a Baradai pak v Konstantinopoli pobyl 15 let. Poté, co antiochijský patriarcha Efrém spustil tvrdé pronásledování miafyzitů, požádala císařovna Theodora alexandrijského miafyzitského patriarchu Theodosia I., aby vysvětil dva syrské biskupy, čímž se měl poměr sil v Sýrii vyrovnat. Spojencem Baradaie a miafyzitů v Sýrii byl i arabský ghasánovský náčelník Harith ibn Džabala (v řeckých pramenech i Arethas). Někdy v letech 541–543 tak Theodosios Jakuba vysvětil za biskupa pro Edessu, druhým vysvěceným biskupem byl Theodóros, biskup v Bosře. Jakub pak neúnavně cestoval po celé Sýrii a Malé Asii a snažil se šířit svou víru. 
Po smrti patriarchy Theodosia převzal Jakub roli patriarchy a v jednotlivých městech jmenoval nové biskupy (většinou řad syrských mnichů), čímž pokládal základy jakobitské církve. Celkově vysvětil podle dobových pramenů 27 biskupů a přes 1000 kněží (jiné zdroje uvádějí ještě mnohem vyšší čísla). Pro svou "podzemní" existenci byli jakobité nazýváni také akefaloi (bezhlaví). Na svých cestách Jakub založil komunitu až v Efezu či na ostrově Chios. Císař Justinián se Baradaie snažil polapit, avšak nikdy se mu to nepodařilo, protože nenápadně oblečený biskup vždy unikl. Poslední léta života se Jakub snažil o smír mezi antiochijskou a alexandrijskou církví. Zemřel v roce 578 na cestě do Alexandrie ve městě Kasion v Egyptě. 